# Simulium continii
Simulium continii is een muggensoort uit de familie van de kriebelmuggen (Simuliidae). De wetenschappelijke naam van de soort is voor het eerst geldig gepubliceerd in 1975 door Rivosecchi & Cardinali.